# União das Freguesias de Travanca e Santa Cruz
União das Freguesias de Travanca e Santa Cruz, kurz UF Travanca e Santa Cruz ist eine Gemeinde (Freguesia) im portugiesischen Kreis von Vinhais, in der Region Trás-os-Montes.
Die Gemeinde hat 171 Einwohner und eine Fläche von 23,20 km² (Stand nach Zahlen vom 30. Juni 2011).
Sie entstand im Zuge der administrativen Neuordnung in Portugal 2013 am 29. September 2013 durch Zusammenschluss der Gemeinden Travanca und Santa Cruz. Sitz der neuen Gemeinde wurde Travanca.